# 党建读物出版社
党建读物出版社是一家位于中国北京市的出版社，成立于1992年10月，隶属中共中央组织部，主要为中国共产党出版“党的建设”图书。党建读物出版社出版的《山生》《“三个代表”重要思想通俗读本》《人权：从世界到中国——当代中国人权的理论与实践》曾获中共中央宣传部五个一工程奖。
英华电子音像出版社是党建读物出版社的副牌，成立于2004年1月，主营电子音像出版。